# Леда (ТВ филм)
„Леда” је југословенски и хрватски ТВ филм из 1971. године. Режирао га је Петар Шарчевић а сценарио су написали Мирослав Крлежа и Томислав Лалин.

## Улоге
| Глумац          | Улога          |
| --------------- | -------------- |
| Јасна Анчић     | Друга дама     |
| Борис Бузанчић  | Оливер Урбан   |
| Златко Црнковић | Аурел          |
| Елиза Гернер    | Мелита         |
| Јован Личина    | Кланфар        |
| Марија Паро     | Прва дама      |
| Нева Росић      | Клара          |
| Звонко Стрмац   | Стари господин |